# Ivan Yaremchuk
Ivan Yaremchuk (o Jaremczuk) (en ucraniano: Іван Іванович Яремчук) (Velykyy Bychkiv, RSS de Ucrania; 19 de marzo de 1962) es un exfutbolista ucraniano que jugaba en la posición de mediocampista.

## Carrera

### Club
Inició su carrera en 1979 con el Dnipro Cherkasy, equipo con el que jugó tres años donde anotó 15 goles en 126 partidos. En 1983 ficha con el SKA Kiev en el que estuvo dos años, participó en 83 partidos y anotó 22 goles, además de ganar la liga soviética de Ucrania en 1983.
En 1985 juega con el FC Dinamo Kiev, equipo en el que estuvo cinco años anotando 10 goles en 107 partidos, además de ser campeón de la Unión Soviética en tres ocasiones, tres títulos de copa nacional y el título de la Recopa de Europa 1985-86. Tras la reunificación alemana viaja a Alemania y juega una temporada con el SpVgg Blau-Weiß 1890 Berlin donde apenas jugó seis partidos sin anotar goles, y en la siguiente temporada firma con el Hertha BSC, pero no jugó ni un solo partido.
En 1993 viaja en Rusia por primera vez tras la disolución de la Unión Soviética y firma con el FC KAMAZ Naberezhnye Chelny por dos años, anotando un gol en 13 partidos, y en 1994 viaja a Israel para firmar con el Hapoel Ironi Rishon LeZion F.C., equipo con el que anotó siete goles en 30 partidos en su única temporada con el club.
En 1995 regresa a Ucrania por primera vez tras la independencia del país para jugar con el FC Dinamo-2 Kiev donde solo jugó un partido y anotó un gol. En ese mismo año viaja a República Checa para jugar con el Bohemians 1905 y anotó un gol en 12 partidos.
En 1996 viaja a Kazajistán y ficha con el FC Munaishy, donde anotó un gol en 16 partidos en la media temporada en la que jugó en el equipo. A mediados de ese año regresa a Rusia para jugar con el FC Tekstilshchik Kamyshin en el que participó en ocho partidos sin anotar gol en la media temporada en la que estuvo con el equipo.
En 1997 regresa a Ucrania para unirse al FC Vorskla Poltava en el que anotó dos goles en 23 partidos en la única temporada con el club para luego firmar con el FC Prykarpattya Ivano-Frankivsk, en el que solo jugódos partidos y se retiró al finalizar la temporada.

### Selección nacional
Jugó para Unión Soviética de 1986 a 1990 en 18 partidos y anotó dos goles, uno de ellos ante Hungría en la Copa Mundial de Fútbol de 1986, además de integrar la selección que jugó en el mundial de Italia 1990, la última aparición de Unión Soviética.

## Logros
- Primera División de la Unión Soviética (3): 1985, 1986, 1990
- Copa de la Unión Soviética (3): 1985, 1987, 1990
- UEFA Cup Winners' Cup (1): 1985–86
- Liga Soviética de Ucrania (1): 1983